# Oskar Snorre
Oskar Snorre Olsen Frigast (født 26. januar 1999) er en dansk fodboldspiller, der spiller for Randers FC som målmand. Skiftede sommeren 2023 fra HB Køge.

## Karriere
Snorre spillede i Helsinge Fodbold og Vejby Tisvilde Fodbold, inden han som 13-årig skiftede til Lyngby Boldklub.

### Lyngby BK
Den 15. oktober 2016 kunne Lyngby Boldklub offentliggøre, at de forlængede kontrakten med Oskar Snorre indtil 2019. Han var allerede da i en alder af 17 år tredjekeeper i Superligatruppen og skulle lejlighedsvist træne med Superligamandskabet.
Oskar Snorre var for første gang på bænken i Superliga-opgøret mellem Lyngby BK og FC Nordsjælland søndag den 6. august 2017. Han fik sin egentlige Superliga-debut i Lyngbys hjemmekamp mod Brøndby IF den 11. februar 2018 som erstatning for klubbens skadede 1. keeper Mikkel Andersen.
Randers FC
Fra sæsonen 2023-24.

## Landsholdskarriere
Oskar Snorre har spillet landsholdsfodbold for Danmark U/16, Danmark U/17, Danmark U/18 og Danmark U/19, og blev den 20. august 2018 udtaget til Danmark U/21.